# Антоніо Рюдігер
Анто́ніо Рю́дігер (нім. Antonio Rüdiger, нар. 3 березня 1993, Берлін) — німецький футболіст, центральний захисник мадридського «Реалу» та збірної Німеччини

## Клубна кар'єра
Народився 3 березня 1993 року в місті Берлін. Вихованець юнацьких команд футбольних клубів «Герта» (Целендорф) та «Боруссія» (Дортмунд)
2010 року Рюдігер потрапив в академію «Штутгарта» і з наступного року став залучатись до матчів дублюючої команди. У складі клубу «Штутгарт II» він дебютував 23 липня 2011 року в матчі розіграшу Третьої німецької ліги проти «Армінії» з Білефельда (2:1).
29 січня 2012 року Рюдігер дебютував за основну команду „Штутгарта“ в домашньому матчі проти менхенгладбахської „Боруссії“. Свій перший матч за „швабів“ у єврокубках він провів 4 жовтня 2012 року у груповому етапі Ліги Європи проти „Мольде“ (0:2).
Після того як у січні 2013 року команду покинув основний центральний захисник Франсіско Родрігес, Рюдігер частіше став залучатись до матчів головної команди. 19 квітня 2013 року Рюдігер продовжив свій контракт з „Штутгартом“ до червня 2017 року і став виходити на поле у випадку, якщо хтось з основної пари центрбеків Сердар Таскі—Георг Нідермаєр мали ушкодження або дискваліфікацію. Після переходу Таскі став основним гравцем „швабів“.
17 серпня 2015 року перейшов за 4 млн євро на правах оренди до кінця сезону в „Рому“, яка отримала право протягом цього часу викупити контракт гравця за 9 млн євро. Дебютував за нову команду 12 вересня 2015 року в матчі Серії А проти „Фрозіноне“ (2:0), а через чотири дні німець дебютував і в Лізі чемпіонів, зігравши в першому турі групового етапу проти „Барселони“ (1:1). 
Провівши протягом сезону 37 матчі за «вовків» в усіх турнірах, переконав керівництво римського клубу в доцільності активувати опцію викупу його контракту і 30 травня 2016 року уклав з «Ромою» чотирічний контракт.
Проте провівши лише сезон як повноцінний гравець «Роми», залишив команду, перейшовши до лондонського «Челсі», який сплатив за трансфер німецького захисника 29 мільйонів фунтів і уклав з ним п'ятирічну угоду. У своєму першому сезоні в Лондоні провів за нову команду 45 матчів у всіх турнірах і здобув у її складі свій перший клубний трофей — Кубок Англії 2017/18. У наступному сезоні він разом з  «Челсі» виграв Лігу Європи. В сезоні 2019/20 дійшов до фіналу Кубку Англії 2019/20. В сезоні 2020-21 виграв разом з клубом Лігу чемпіонів.
Влітку 2022 року перейшов до  мадридського «Реалу». Перший гол забив в рамках групового етапу Ліги Чемпіонів УЄФА 2022-23 у ворота Шахтаря».

## Виступи за збірні
У 2010 році дебютував у складі юнацької збірної Німеччини. За три роки взяв участь у 21 матчі на юнацькому рівні, відзначившись 5 забитими голами.
Протягом 2012–2013 років залучався до складу молодіжної збірної Німеччини, разом з якою був учасником молодіжного чемпіонату Європи 2013 року, на якому німці не змогли вийти з групи. Всього на молодіжному рівні зіграв у 12 офіційних матчах, забив 1 гол.
13 травня 2014 року разом з дванадцятьма іншими футболістами дебютував в офіційних матчах у складі національної збірної Німеччини у товариській грі проти збірної Польщі (0:0). В подальшому з різним ступенем регулярності залучався до товариських і відбіркових матчів національної команди.
У 2017 році був учасником тогорічного Кубка конфедерацій, на якому був основним захисником німецької збірної, яка вийшла переможцем цього турніру.
4 червня 2018 року був включений до заявки національної команди для участі у тогорічному чемпіонаті світу в Росії.
| Дата       | Місто                   | Господарі  | Результат | Гості              | Турнір                               | Голи | Примітки |
| ---------- | ----------------------- | ---------- | --------- | ------------------ | ------------------------------------ | ---- | -------- |
| 13-5-2014  | Гамбург                 | Німеччина  | 0 – 0     | Польща             | товариський матч                     | -    | 46'      |
| 3-9-2014   | Дюссельдорф             | Німеччина  | 2 – 4     | Аргентина          | товариський матч                     | -    | 77'      |
| 11-10-2014 | Варшава                 | Польща     | 2 – 0     | Німеччина          | Відбір до ЧЄ 2016                    | -    | 83'      |
| 14-10-2014 | Гельзенкірхен           | Німеччина  | 1 – 1     | Ірландія           | Відбір до ЧЄ 2016                    | -    |          |
| 18-11-2014 | Віго                    | Іспанія    | 0 – 1     | Німеччина          | товариський матч                     | -    |          |
| 10-6-2015  | Кельн                   | Німеччина  | 1 – 2     | США                | товариський матч                     | -    |          |
| 13-11-2015 | Сен-Дені                | Франція    | 2 – 0     | Німеччина          | товариський матч                     | -    |          |
| 26-3-2016  | Берлін                  | Німеччина  | 2 – 3     | Англія             | товариський матч                     | -    |          |
| 29-3-2016  | Мюнхен                  | Німеччина  | 4 – 1     | Італія             | товариський матч                     | -    |          |
| 29-5-2016  | Аугсбург                | Німеччина  | 1 – 3     | Словаччина         | товариський матч                     | -    |          |
| 4-6-2016   | Гельзенкірхен           | Німеччина  | 2 – 0     | Угорщина           | товариський матч                     | -    |          |
| 22-3-2017  | Дортмунд                | Німеччина  | 1 – 0     | Англія             | товариський матч                     | -    |          |
| 6-6-2017   | Брондбю                 | Данія      | 1 – 1     | Німеччина          | товариський матч                     | -    |          |
| 19-6-2017  | Сочі                    | Австралія  | 2 – 3     | Німеччина          | Кубок Конфедерацій                   | -    |          |
| 25-6-2017  | Сочі                    | Німеччина  | 3 – 1     | Камерун            | Кубок Конфедерацій                   | -    |          |
| 29-6-2017  | Сочі                    | Німеччина  | 4 – 1     | Мексика            | Кубок Конфедерацій                   | -    |          |
| 2-7-2017   | Санкт-Петербург         | Чилі       | 0 – 1     | Німеччина          | Кубок Конфедерацій                   | -    |          |
| 1-9-2017   | Прага                   | Чехія      | 1 – 2     | Німеччина          | Відбір до ЧС 2018                    | -    | 61'      |
| 4-9-2017   | Берлін                  | Німеччина  | 6 – 0     | Норвегія           | Відбір до ЧС 2018                    | -    |          |
| 8-10-2017  | Кайзерслаутерн          | Німеччина  | 5 – 1     | Азербайджан        | Відбір до ЧС 2018                    | 1    | 22'      |
| 10-11-2017 | Лондон                  | Англія     | 0 – 0     | Німеччина          | товариський матч                     | -    |          |
| 14-11-2017 | Кельн                   | Німеччина  | 2 – 2     | Франція            | товариський матч                     | -    | 46'      |
| 27-3-2018  | Берлін                  | Німеччина  | 0 – 1     | Бразилія           | товариський матч                     | -    |          |
| 2-6-2018   | Клагенфурт-ам-Вертерзеє | Австрія    | 2 – 1     | Німеччина          | товариський матч                     | -    |          |
| 23-6-2018  | Сочі                    | Німеччина  | 2 – 1     | Швеція             | ЧС 2018 - груповий етап              | -    |          |
| 6-9-2018   | Мюнхен                  | Німеччина  | 0 – 0     | Франція            | Ліга націй УЄФА 2018-2019 - 1-й етап | -    | 88'      |
| 9-9-2018   | Зінсгайм                | Німеччина  | 2 – 1     | Перу               | товариський матч                     | -    | 46'      |
| 15-11-2018 | Лейпциг                 | Німеччина  | 3 – 0     | Росія              | товариський матч                     | -    | 61'      |
| 19-11-2018 | Гельзенкірхен           | Німеччина  | 2 – 2     | Нідерланди         | Ліга націй УЄФА 2018-2019 - 1-й етап | -    |          |
| 24-3-2019  | Амстердам               | Нідерланди | 2 – 3     | Німеччина          | Відбір до ЧЄ 2020                    | -    |          |
| 3-9-2020   | Штутгарт                | Німеччина  | 1 – 1     | Іспанія            | Ліга націй УЄФА 2020-2021 - 1-й етап | -    |          |
| 6-9-2020   | Базель                  | Швейцарія  | 1 – 1     | Німеччина          | Ліга націй УЄФА 2020-2021 - 1-й етап | -    |          |
| 7-10-2020  | Кельн                   | Німеччина  | 3 – 3     | Туреччина          | товариський матч                     | -    | 18' 59'  |
| 10-10-2020 | Київ                    | Україна    | 1 – 2     | Німеччина          | Ліга націй УЄФА 2020-2021 - 1-й етап | -    |          |
| 13-10-2020 | Кельн                   | Німеччина  | 3 – 3     | Швейцарія          | Ліга націй УЄФА 2020-2021 - 1-й етап | -    | 90+5'    |
| 11-11-2020 | Берлін                  | Німеччина  | 1 – 0     | Чехія              | товариський матч                     | -    |          |
| 14-11-2020 | Лейпциг                 | Німеччина  | 3 – 1     | Україна            | Ліга націй УЄФА 2020-2021 - 1-й етап | -    | 29'      |
| 25-3-2021  | Дуйсбург                | Німеччина  | 3 – 0     | Ісландія           | Відбір до ЧС 2022                    | -    |          |
| 28-3-2021  | Бухарест                | Румунія    | 0 – 1     | Німеччина          | Відбір до ЧС 2022                    | -    |          |
| 31-3-2021  | Дуйсбург                | Німеччина  | 1 – 2     | Північна Македонія | Відбір до ЧС 2022                    | -    | 37'      |
| 7-6-2021   | Дюссельдорф             | Німеччина  | 7 – 1     | Латвія             | товариський матч                     | -    |          |
| 15-6-2021  | Мюнхен                  | Франція    | 1 – 0     | Німеччина          | ЧЄ 2020 - груповий етап              | -    |          |
| 19-6-2021  | Мюнхен                  | Португалія | 2 – 4     | Німеччина          | ЧЄ 2020 - груповий етап              | -    |          |
| 23-6-2021  | Мюнхен                  | Німеччина  | 2 – 2     | Угорщина           | ЧЄ 2020 - груповий етап              | -    |          |
| 29-6-2021  | Лондон                  | Англія     | 2 – 0     | Німеччина          | ЧЄ 2020 - 1/8 фіналу                 | -    |          |
| 5-9-2021   | Штутгарт                | Німеччина  | 6 – 0     | Вірменія           | Відбір до ЧС 2022                    | -    |          |
| 8-9-2021   | Рейк'явік               | Ісландія   | 0 – 4     | Німеччина          | Відбір до ЧС 2022                    | 1    |          |
| 8-10-2021  | Гамбург                 | Німеччина  | 2 – 1     | Румунія            | Відбір до ЧС 2022                    | -    |          |
| 11-11-2021 | Вольфсбург              | Німеччина  | 9 – 0     | Ліхтенштейн        | Відбір до ЧС 2022                    | -    | 39'      |
| 29-3-2022  | Амстердам               | Нідерланди | 1 – 1     | Німеччина          | товариський матч                     | -    |          |
| Усього     |                         | Матчів     | 50        |                    | Голів                                | 2    |          |

## Титули і досягнення
- Німеччина:

Володар Кубка конфедерацій (1): 2017
- Володар кубка Англії (1):

«Челсі»: 2017–18
- Переможець Ліги Європи УЄФА (1):

«Челсі»: 2018–19
- Переможець Ліги чемпіонів УЄФА (2):

«Челсі»: 2020–21
«Реал Мадрид»: 2023–24
- Переможець Суперкубка УЄФА (2):

«Челсі»: 2021
«Реал Мадрид»: 2022
- Переможець Клубного чемпіонату світу (1):

«Челсі»: 2021
- Переможець Клубного чемпіонату світу (1):

«Реал Мадрид»: 2022
- Чемпіон Іспанії (1):

«Реал Мадрид»: 2023–24
- Володар кубка Іспанії (1):

«Реал Мадрид»: 2022–23
- Володар суперкубка Іспанії (1):

«Реал Мадрид»: 2023
- Міжконтинентальний кубок ФІФА (1):

«Реал Мадрид»: 2024

## Особисте життя
Батько футболіста — Матіас Рюдігер, етнічний німець, а мати Лілі родом з Сьєрра-Леоне. Зведений брат Антоніо — Сар Сенесіє, також професійний футболіст, грав за молодіжну збірну Німеччини на чемпіонаті світу 2005 року.